# 효창공원
효창공원(孝昌公園)은 대한민국 서울특별시 용산구에 있는 공원이다. 원래 정조의 첫째 아들 문효세자와 몇달 후 죽은 그의 어머니 의빈 성씨의 무덤으로 효창원(孝昌園)이었으나, 두 무덤은 서삼릉으로 강제 이장을 당하고, 이름도 효창공원이 되었다.
현재는 김구의 묘소를 비롯하여 대한민국 임시정부의 주석이었던 이동녕, 군사부장 조성환, 비서부장 차이석의 묘소와, 윤봉길·이봉창·백정기의 묘소 등 임시정부 요인들의 묘지가 있다.

## 역사

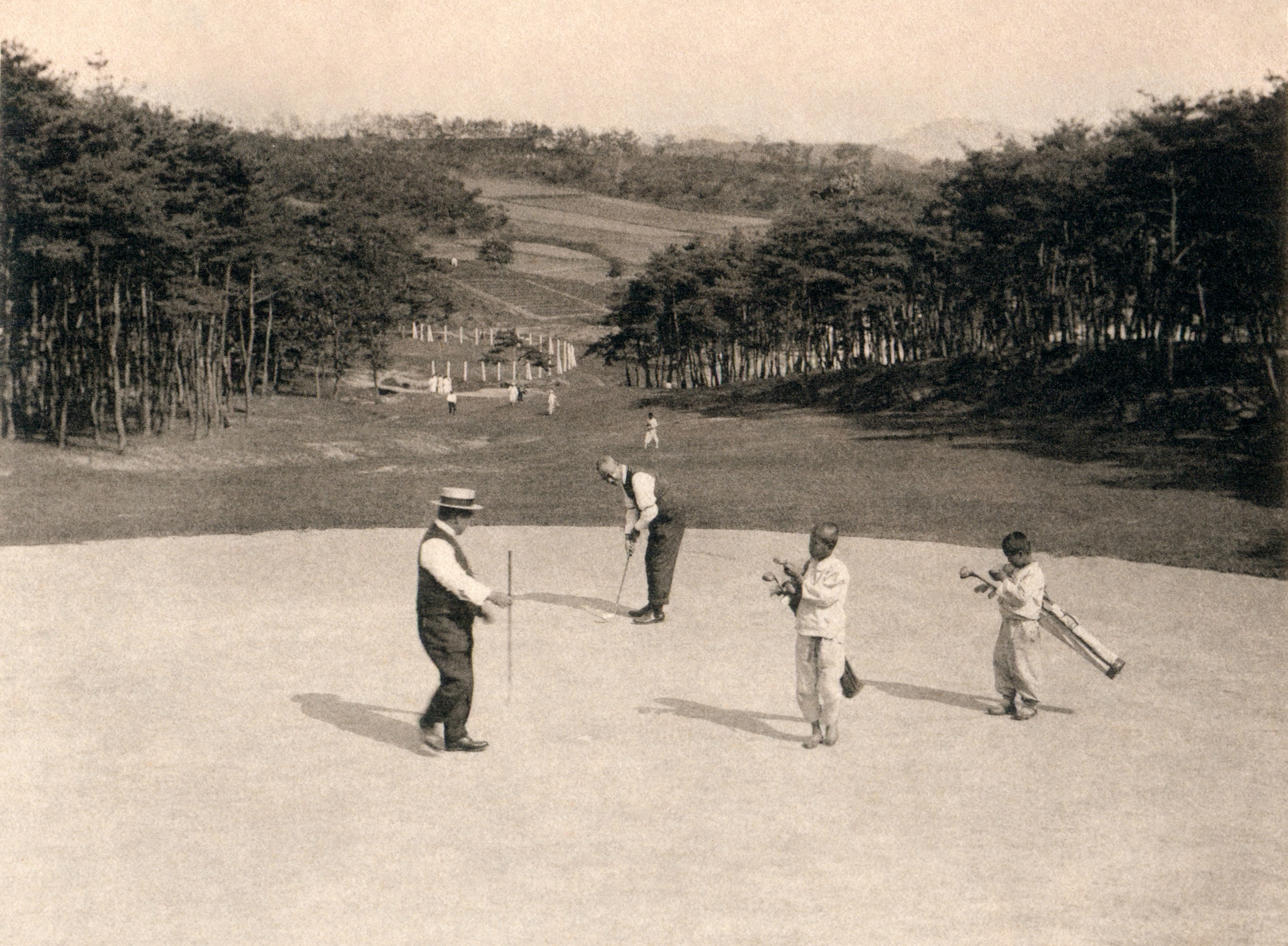
1925년 촬영한 당시 효창원의 모습. 1921년 일제는 해당 지역을 골프장으로 이용하기도 하였다.

원래는 지금의 공원형태가 아닌 송림(松林)이 우거지고 인적도 드물었던 곳이었다. 조선 시대에는 조선왕실의 묘역으로, 정조의 맏아들로 태어나 왕세자로 책봉받았으나 일찍이 요절한 문효세자의 무덤이 있었다. 당시에는 '효창원' (孝昌園)이라 불렀다. 같은 묘역에는 정조의 후궁이자 문효세자의 생모인 의빈 성씨의 묘, 순조의 후궁인 숙의 박씨의 묘, 숙의 박씨의 소생인 영온옹주의 묘 등이 있었다.
1894년 청일전쟁 당시 일본군 300여명이 효창원 앞 송림 내의 선혜청 (宣惠廳)의 창고였던 만리창이 있던 곳에 야영을 하며 숲이 파헤쳐지기도 했다. 일제강점기 때에는 일제에 의해 '구(舊)용산고지' 라 불리며 일본군이 숙영목적과 독립군 토벌 및 소탕작전 등을 펼쳤던 비밀작전지로도 사용되었으며, 문효세자의 묘 등을 경기도 고양의 서삼릉으로 이전하면서 1940년 조선총독부 고시 제208호에 의해 '효창공원'이 되었다.
1945년 해방 후에는 일본군 숙영지가 철거되어 1946년 윤봉길, 이봉창, 백정기 등 삼의사의 유해 및 이동녕, 조성환, 차이석 등의 3인 유해가, 1949년 7월에는 백범 김구의 유해가 이 공원 묘역에 안장되었으며, 1989년 사적 330호로 지정되었다. 2002년에는 주변에 백범기념관이 건립되기도 했다. 또한 원효대사 동상, 반공기념탑, 효창운동장이 있다.
1956년 정부에서 독립운동가들의 묘를 이장하고 효창운동장을 건립하겠다는 발표를 하자 6월 9일 대한민국 국회에서 김두한 의원은 "선열에 대해서는 물질보다 추모의 정신으로 보답해야 만큼 우선 정부는 분묘에 대한 모든 절차를 결정한 후에 운동장 설비공사에 착수했어야 할 것이라." 말하고 "효창공원의 선열 묘지는 성묘이다. 이 성묘를 함부로 파서 헐어 트리는 것은 생명을 조국광복에 바친 선열에 대한 도리가 아니다."라고 피력하였다. 공사중지건의안은 여야 만장일치로 통과되었다. 그러나 효창운동장의 공사는 강행되었고, 1960년에는 운동장이 준공되기에 이르렀다.
1961년 5.16 군사정변으로 정권을 잡은 박정희 전 대통령 역시 골프장을 만들려는 공사를 시도하다 저지당하고, 1969년에는 효창공원에 반공투사 위령탑, 1972년에는 김구의 묘 옆에 노인회서울시연합회와 대한노인회중앙회 시설을 세웠다.

## 주변 및 근린시설

### 백범 김구의 묘
1949년 6월 백범 김구가 암살되면서 국민장을 통해 김구의 유해가 안장된 묘소로서 백범기념관 위쪽에 위치해 있다.

### 삼의사묘

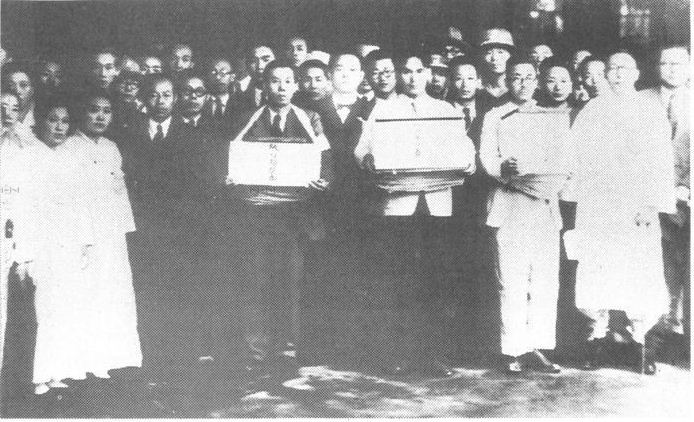
이봉창, 윤봉길, 백정기의 유해의 봉환(1946년 5월 25일)

1946년 윤봉길, 이봉창, 백정기 의사(義士) 3인의 유해를 안장한 묘소로서 3개의 묘소와 비석이 있다. 이 3의사 묘 옆에 유일하게 유골이 없는 가묘(假墓)가 있는데 이는 안중근 의사를 위해 남겨놓은 가묘로서 안중근 의사의 유해를 찾게 되어 국내로 봉환될 경우 이 가묘에 공식 안장할 예정이다. 이 가묘에는 비석이 설치되었다.

### 임정 요인의 묘
대한민국 임시정부 요인인 이동녕, 조성환, 차이석의 유해가 안장되어 있는 묘소이며 삼의사묘와 마찬가지로 3개의 묘소와 비석이 세워져 있다.

## 사진

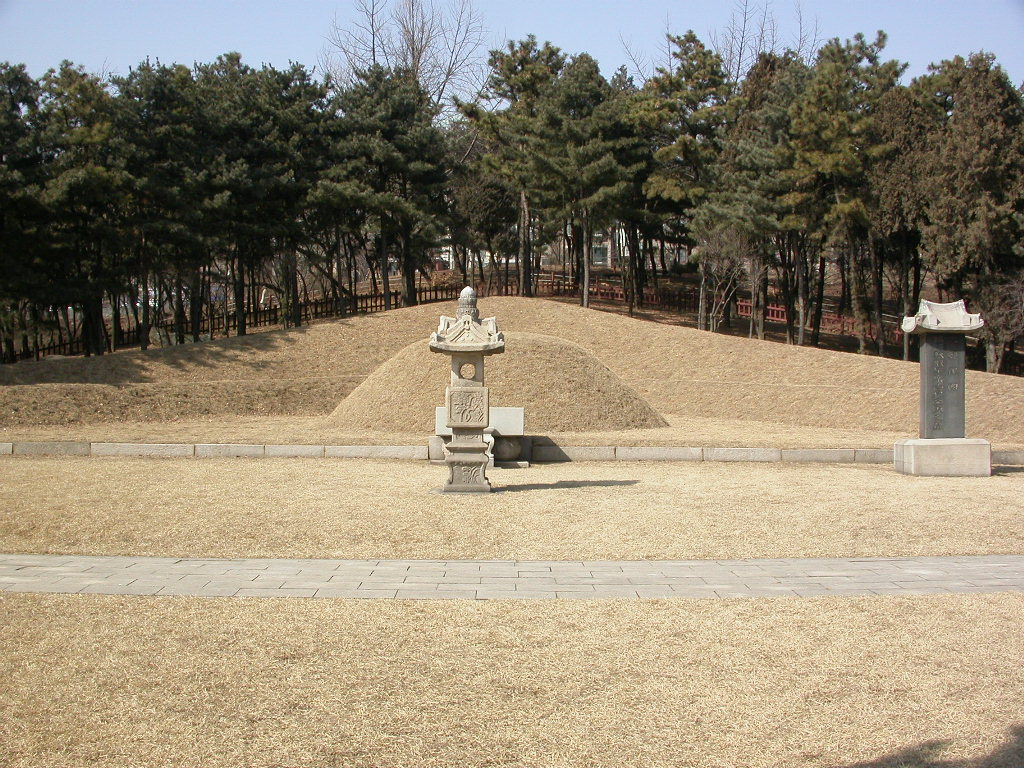
김구의 묘
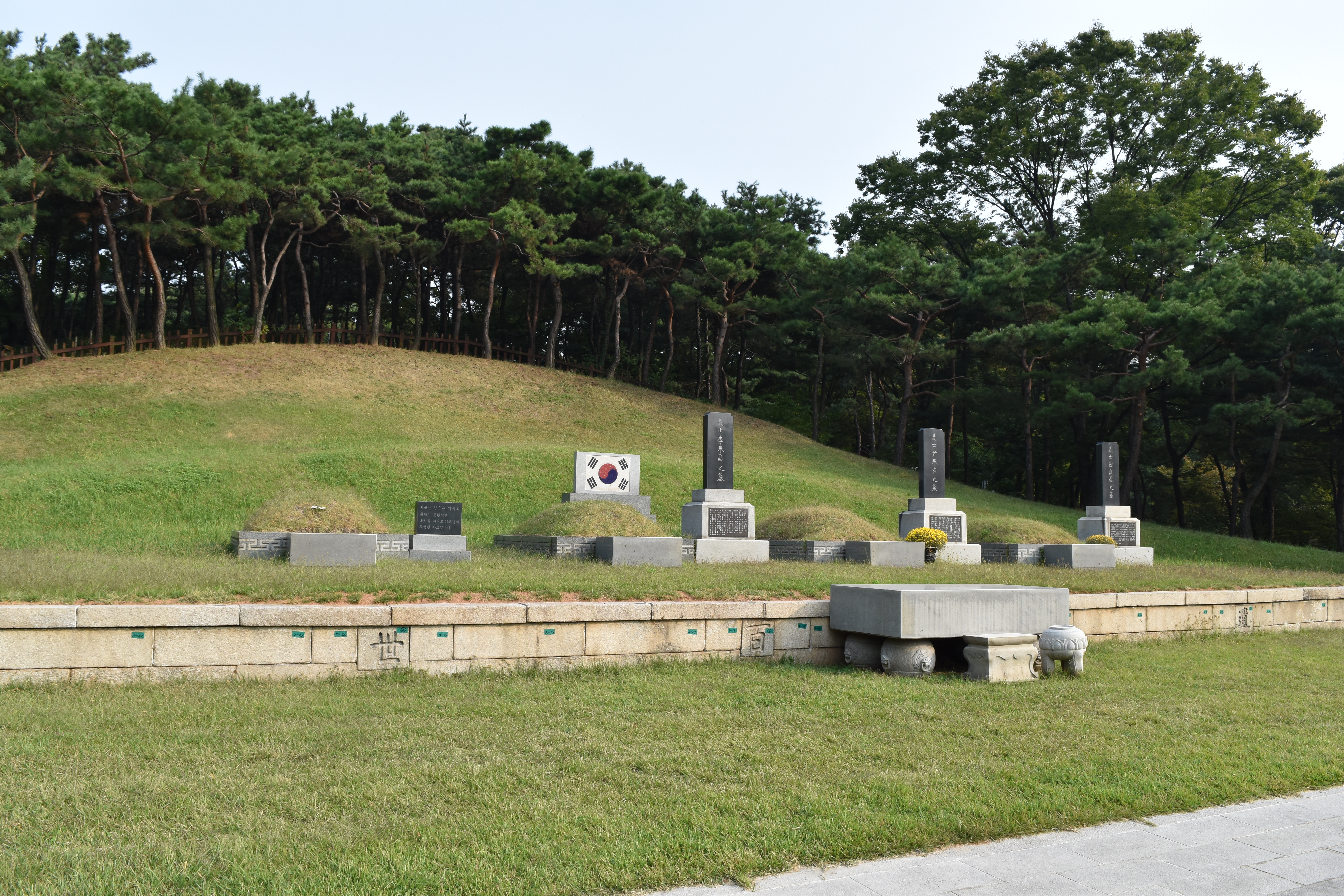
삼의사의 묘

## 참고 자료
- 2번지 가및마포구신공덕동,공덕동  효창공원 - 국가유산청 국가유산포털
- 효창공원 - 서울의 공원

 본 문서에는 서울특별시에서 지식공유 프로젝트를 통해 퍼블릭 도메인으로 공개한 저작물을 기초로 작성된 내용이 포함되어 있습니다.